# FA Cup 1908/09
Der FA Cup 1908/09 war die 38. Austragung des weltweit ältesten Fußballpokalturniers The Football Association Challenge Cup, oder FA Cup. Manchester United gewann diesen Wettbewerb mit einem 1:0-Sieg gegen Bristol City im Finale im Crystal Palace zum ersten Mal.

## Kalender
| Runde                      | Datum              |
| -------------------------- | ------------------ |
| Extra-Vorrunde             | 12. September 1908 |
| Vorrunde                   | 19. September 1908 |
| Erste Qualifikationsrunde  | 3. Oktober 1908    |
| Zweite Qualifikationsrunde | 17. Oktober 1908   |
| Dritte Qualifikationsrunde | 7. November 1908   |
| Vierte Qualifikationsrunde | 21. November 1908  |
| Fünfte Qualifikationsrunde | 5. Dezember 1908   |
| Erste Hauptrunde           | 16. Januar 1909    |
| Zweite Hauptrunde          | 6. Februar 1909    |
| Dritte Hauptrunde          | 20. Februar 1909   |
| Vierte Hauptrunde          | 6. März 1909       |
| Halbfinale                 | 27. März 1909      |
| Finale                     | 24. April 1909     |

## Modus
Kompletter Überblick bei: FA Cup

## Hauptrunde

### Erste Hauptrunde
37 von den 40 Klubs der First und Second Division kamen zu den 12 Vereinen hinzu, welche sich für die Hauptrunde qualifiziert haben. Von den restlichen drei Klubs der First und Second Division spielte Bradford Park Avenue in der vierten Qualifikationsrunde, während Gainsborough Trinity und Chesterfield in der fünften Runde starteten. Bradford schied dabei gegen Croydon Common aus. Zehn Non-League-Mannschaften haben sich – neben den zwei erwähnten Vereinen der Football League – ebenfalls für die Hauptrunde qualifiziert.
Fünfzehn weitere Non-League-Klubs komplettierten mit einem Freilos die Hauptrunde mit 64 Mannschaften:
| FC Southampton      |
| Millwall Athletic   |
| Queens Park Rangers |
| Crystal Palace      |
| Swindon Town        |

| Plymouth Argyle  |
| FC Reading       |
| FC Portsmouth    |
| Northampton Town |
| Bristol Rovers   |

| Norwich City           |
| West Ham United        |
| Brighton & Hove Albion |
| FC Stoke               |
| FC Brentford           |

| Datum           |                         | Ergebnis |                                |
| --------------- | ----------------------- | -------- | ------------------------------ |
| 16. Januar 1909 | FC Birmingham           | 2:5      | FC Portsmouth                  |
| 16. Januar 1909 | FC Blackpool            | 2:0      | Hastings & St. Leonards United |
| 16. Januar 1909 | FC Chesterfield         | 0:2      | Glossop                        |
| 16. Januar 1909 | Bristol City            | 1:1      | FC Southampton                 |
| 16. Januar 1909 | FC Bury                 | 8:0      | FC Kettering                   |
| 16. Januar 1909 | FC Liverpool            | 5:1      | Lincoln City                   |
| 16. Januar 1909 | Preston North End       | 1:0      | FC Middlesbrough               |
| 16. Januar 1909 | FC Watford              | 1:1      | Leicester Fosse                |
| 16. Januar 1909 | Notts County            | 0:1      | Blackburn Rovers               |
| 16. Januar 1909 | Nottingham Forest       | 2:0      | Aston Villa                    |
| 16. Januar 1909 | The Wednesday           | 5:0      | FC Stoke                       |
| 16. Januar 1909 | Grimsby Town            | 0:2      | Stockport County               |
| 16. Januar 1909 | Wolverhampton Wanderers | 2:2      | Crystal Palace                 |
| 16. Januar 1909 | West Bromwich Albion    | 3:1      | Bolton Wanderers               |
| 16. Januar 1909 | Luton Town              | 1:2      | Millwall Athletic              |
| 16. Januar 1909 | FC Everton              | 3:1      | FC Barnsley                    |
| 16. Januar 1909 | AFC Wrexham             | 1:1      | Exeter City                    |
| 16. Januar 1909 | Sheffield United        | 2:3      | AFC Sunderland                 |
| 16. Januar 1909 | Newcastle United        | 5:0      | Clapton Orient                 |
| 16. Januar 1909 | Manchester City         | 3:4      | Tottenham Hotspur              |
| 16. Januar 1909 | Queens Park Rangers     | 0:0      | West Ham United                |
| 16. Januar 1909 | FC Fulham               | 4:1      | Carlisle United                |
| 16. Januar 1909 | FC Brentford            | 2:0      | Gainsborough Trinity           |
| 16. Januar 1909 | Bristol Rovers          | 1:4      | FC Burnley                     |
| 16. Januar 1909 | Northampton Town        | 1:1      | Derby County                   |
| 16. Januar 1909 | Manchester United       | 1:0      | Brighton & Hove Albion         |
| 16. Januar 1909 | Norwich City            | 0:0      | FC Reading                     |
| 16. Januar 1909 | Plymouth Argyle         | 1:0      | Swindon Town                   |
| 19. Januar 1909 | Bradford City           | 2:0      | AFC Workington                 |
| 16. Januar 1909 | Hull City               | 1:1      | FC Chelsea                     |
| 16. Januar 1909 | Oldham Athletic         | 1:1      | Leeds City                     |
| 16. Januar 1909 | Croydon Common          | 1:1      | Woolwich Arsenal               |

#### Wiederholungsspiele
| Datum           |                  | Ergebnis |                         |
| --------------- | ---------------- | -------- | ----------------------- |
| 20. Januar 1909 | FC Southampton   | 0:2      | Bristol City            |
| 20. Januar 1909 | Leicester Fosse  | 3:1      | FC Watford              |
| 21. Januar 1909 | Crystal Palace   | 4:2      | Wolverhampton Wanderers |
| 20. Januar 1909 | Exeter City      | 2:1      | AFC Wrexham             |
| 20. Januar 1909 | West Ham United  | 1:0      | Queens Park Rangers     |
| 20. Januar 1909 | Derby County     | 4:2      | Northampton Town        |
| 20. Januar 1909 | FC Reading       | 1:1      | Norwich City            |
| 20. Januar 1909 | FC Chelsea       | 1:0      | Hull City               |
| 20. Januar 1909 | Leeds City       | 2:0      | Oldham Athletic         |
| 20. Januar 1909 | Woolwich Arsenal | 2:0      | Croydon Common          |

#### 2. Wiederholungsspiel
| Datum           |              | Ergebnis |            |
| --------------- | ------------ | -------- | ---------- |
| 25. Januar 1909 | Norwich City | 3:2      | FC Reading |

### Zweite Hauptrunde
Die Spiele der zweiten Hauptrunde fanden am Samstag, den 6. Februar 1909, statt.
| Datum           |                      | Ergebnis |                   |
| --------------- | -------------------- | -------- | ----------------- |
| 6. Februar 1909 | Bristol City         | 2:2      | FC Bury           |
| 6. Februar 1909 | FC Liverpool         | 2:3      | Norwich City      |
| 6. Februar 1909 | Preston North End    | 1:2      | AFC Sunderland    |
| 6. Februar 1909 | Nottingham Forest    | 1:0      | FC Brentford      |
| 6. Februar 1909 | Blackburn Rovers     | 2:1      | FC Chelsea        |
| 6. Februar 1909 | West Bromwich Albion | 1:2      | Bradford City     |
| 6. Februar 1909 | Leicester Fosse      | 0:2      | Derby County      |
| 6. Februar 1909 | Woolwich Arsenal     | 1:1      | Millwall Athletic |
| 6. Februar 1909 | Stockport County     | 1:1      | Glossop           |
| 6. Februar 1909 | Newcastle United     | 2:1      | FC Blackpool      |
| 6. Februar 1909 | Tottenham Hotspur    | 1:0      | FC Fulham         |
| 6. Februar 1909 | FC Portsmouth        | 2:2      | The Wednesday     |
| 6. Februar 1909 | Manchester United    | 1:0      | FC Everton        |
| 6. Februar 1909 | Plymouth Argyle      | 2:0      | Exeter City       |
| 6. Februar 1909 | Leeds City           | 1:1      | West Ham United   |
| 6. Februar 1909 | Crystal Palace       | 0:0      | FC Burnley        |

#### Wiederholungsspiele
| Datum            |                   | Ergebnis |                  |
| ---------------- | ----------------- | -------- | ---------------- |
| 10. Februar 1909 | FC Bury           | 0:1      | Bristol City     |
| 10. Februar 1909 | Millwall Athletic | 1:0      | Woolwich Arsenal |
| 9. Februar 1909  | Glossop           | 1:0      | Stockport County |
| 11. Februar 1909 | The Wednesday     | 3:0      | FC Portsmouth    |
| 11. Februar 1909 | West Ham United   | 2:1      | Leeds City       |
| 10. Februar 1909 | FC Burnley        | 9:0      | Crystal Palace   |

### Dritte Hauptrunde
Die acht Partien der dritten Hauptrunde wurden am 20. Februar 1909 ausgetragen. Die Wiederholungsspiele fanden Mitte der nächsten Woche statt.
| Datum            |                   | Ergebnis |                   |
| ---------------- | ----------------- | -------- | ----------------- |
| 20. Februar 1909 | Bristol City      | 2:0      | Norwich City      |
| 20. Februar 1909 | Nottingham Forest | 3:1      | Millwall Athletic |
| 20. Februar 1909 | The Wednesday     | 0:1      | Glossop           |
| 20. Februar 1909 | Derby County      | 1:0      | Plymouth Argyle   |
| 20. Februar 1909 | Tottenham Hotspur | 0:0      | FC Burnley        |
| 20. Februar 1909 | West Ham United   | 0:0      | Newcastle United  |
| 20. Februar 1909 | Manchester United | 6:1      | Blackburn Rovers  |
| 20. Februar 1909 | Bradford City     | 0:1      | AFC Sunderland    |

#### Wiederholungsspiele
| Datum            |                  | Ergebnis |                   |
| ---------------- | ---------------- | -------- | ----------------- |
| 24. Februar 1909 | FC Burnley       | 3:1      | Tottenham Hotspur |
| 24. Februar 1909 | Newcastle United | 2:1      | West Ham United   |

### Vierte Hauptrunde
Die Viertelfinal-Spiele wurden alle auf den 6. März angesetzt, jedoch wurden nur 2 Spiele an diesem Tag durchgeführt. Das Spiel zwischen Burnley und Manchester United wurde zuerst am 5. März ausgetragen, jedoch wegen schlechter Wetterbedingungen in der 72. Minuten beim Stand von 1:0 für Burnley abgebrochen.
| Datum         |                  | Ergebnis |                   |
| ------------- | ---------------- | -------- | ----------------- |
| 10. März 1909 | FC Burnley       | 2:3      | Manchester United |
| 13. März 1909 | Derby County     | 3:0      | Nottingham Forest |
| 6. März 1909  | Newcastle United | 2:2      | AFC Sunderland    |
| 6. März 1909  | Glossop          | 0:0      | Bristol City      |

#### Wiederholungsspiele
| Datum         |                | Ergebnis |                  |
| ------------- | -------------- | -------- | ---------------- |
| 10. März 1909 | AFC Sunderland | 0:3      | Newcastle United |
| 10. März 1909 | Bristol City   | 1:0      | Glossop          |

### Halbfinale
Die Partien wurden am 27. März 1909 ausgetragen. Das Wiederholungsspiel von Bristol City gegen Derby County fand am 31. März 1909 statt.
| Datum                          |                   | Ergebnis |                  | Ort                     |
| ------------------------------ | ----------------- | -------- | ---------------- | ----------------------- |
| 27. März 1909 um 16:00 Uhr BST | Manchester United | 1:0      | Newcastle United | Bramall Lane, Sheffield |
| 27. März 1909 um 16:00 Uhr BST | Bristol City      | 1:1      | Derby County     | Stamford Bridge, London |

Wiederholungsspiel
| Datum                          |              | Ergebnis |              | Ort                     |
| ------------------------------ | ------------ | -------- | ------------ | ----------------------- |
| 31. März 1909 um 16:00 Uhr BST | Bristol City | 2:1      | Derby County | St Andrew’s, Birmingham |

## Finale
| Bristol City                                                        | Bristol City | Manchester United | Manchester United |
| ------------------------------------------------------------------- | --- | --- | ----------------- |
| Bristol City                                                        | \| 24. April 1909 um 16:30 Uhr WESZ in Crystal Palace (Crystal Palace) \| \| Ergebnis: 0:1 (0:1) \| \| Zuschauer: 71.401 \| \| Schiedsrichter: Jim Mason (Staffordshire) \| | \| 24. April 1909 um 16:30 Uhr WESZ in Crystal Palace (Crystal Palace) \| \| Ergebnis: 0:1 (0:1) \| \| Zuschauer: 71.401 \| \| Schiedsrichter: Jim Mason (Staffordshire) \| | Manchester United |
| Bristol City                                                        | Harry Clay, Josepf Cottle, Pat Hanin, Billy Wedlock, Archie Annan, Arthur Spear, Frank Hilton, Fred Staniforth, Bob Hardy, Sam Gilligan, Andy Burton                        | George Stacey, Vince Hayes, Dick Duckworth, Charles Roberts, Alex Bell, Billy Meredith, Harold Halse, Jimmy Turnbull, Sandy Turnbull, Harry Moger, George Wall              | Manchester United |
| Bristol City                                                        | 0:1 S. Turnbull (22.) | | Manchester United |
| 24. April 1909 um 16:30 Uhr WESZ in Crystal Palace (Crystal Palace) | | |                   |
| Ergebnis: 0:1 (0:1)                                                 | | |                   |
| Zuschauer: 71.401                                                   | | |                   |
| Schiedsrichter: Jim Mason (Staffordshire)                           | | |                   |